# هات اسرائیل
هات اسرائیل (عبری: הוט-מערכות תקשורת בע"מ‎) شرکت مخابرات اسرائیلی است، که در سال ۲۰۰۳ تأسیس شد.